# Lynsted with Kingsdown
Lynsted with Kingsdown – civil parish w Anglii, w Kent, w dystrykcie Swale. W 2011 civil parish liczyła 1094 mieszkańców.